# Stadsbos Tholen
Het Stadsbos Tholen is een bos nabij de Zeeuwse stad Tholen, gelegen ten noorden van de Zwarteweg.
Het bos meet 15 ha en wordt beheerd door Staatsbosbeheer.
Plannen voor de aanleg dateren van 1994, maar de realisatie heeft plaatsgevonden in 2006.
Het bos heeft onder meer een natuureducatieve functie.